# Álvaro Pires de Távora
Álvaro Pires de Távora, importante fidalgo de Trás-os-Montes, 2º senhor de Mogadouro, alcaide de Miranda do Douro, Mirandela e de Alfândega da Fé, foi reposteiro-mor de D. João I, D.  Duarte e D. Afonso V, de quem recebeu inúmeras mercês.

## Biografia
El-rei D. Duarte, em 20 de Novembro de 1433, doou a D. Álvaro as terras de Mogadouro, Mirandela e de Alfândega.
Após a morte do monarca, toma partido da viúva Leonor de Aragão, Rainha de Portugal contra a oposição do seu cunhado D. Pedro, Duque de Coimbra.
Com a pacificação do reino, viu-se encarregado pelo Conde de Barcelos, depois de prévio acordo entre ele e o regente, de ir ter com a rainha a Madrigal para estabelecer as pazes mas que, nessa altura, foi um acto fracassado por ressentimento dela.
Por ordem de D. Afonso V, em 1449/50, recebeu na sua casa Afonso Pimentel, duque de Benavente, quando este se refugiou no Reino de Portugal.
Combateu à frente dos seus homens na Batalha de Alfarrobeira ao lado das forças reais de D. Afonso V, que por essa ajuda lhe ofereceu os bens expropriados do seu cunhado D. Álvaro Vaz de Almada, entretanto morto nessa liça no lado contrário. Nessa altura, deixa de residir em Trás os Montes e passa a viver na zona de Lisboa (onde essas propriedades tinham lugar).
Ao serviço da Coroa, em 1453, serviu na praça de Ceuta.
Em 1457 comprou a Rui Gonçalves Alcoforado, cavaleiro e criado do Conde de Ourém, a vila e o castelo de Penarroias.
Encontra-se sepultado no Mosteiro de São Pedro das Águias, em Távora.

## Dados genealógicos
Cunhado de Martim Afonso de Sousa, fidalgo da casa do Conde de Barcelos, por ser casado com sua irmã Violante Lopes de Távora.
Ambos filhos de Pedro Lourenço de Távora, reposteiro-mor de D. João I e de D. Brites Esteves, filha de João Esteves de Azambuja, privado de El-Rei D. Pedro I e alcaide-mor de Lisboa.
Casado 1ª vez com D. Leonor da Cunha, confirmado por D. João I em 18 de Junho de 1432, filha de Álvaro da Cunha, senhor de Pombeiro e de D. Brites de Melo, filha de Martim Afonso de Melo, 5.º senhor de Melo.
Com descendência em:
- Pero Lourenço de Távora, fidalgo da Casa Real, que em 4 de Março de 1475 herdou a Casa de seu pai.[7]
- Lourenço Pires de Távora.[7]
- Teresa de Távora, casada com Pedro Álvares de Sottomayor (Pedro Madruga), 1º. conde de Caminha.[3]
- Martim de Távora, mestre de sala de Isabel, a Católica, casado com Leonor Correia.[10]

Casado 2.ª vez com D. Inês da Guerra, filha de D. Pedro da Guerra (filho do Infante D. João e neto do rei D. Pedro I de Portugal) e de Teresa Anes Andeiro, filha de João Fernandes Andeiro, 2.° Conde de Ourém.
Com descendência em:
- Joana da Guerra, 1ª mulher de Gonçalo Vaz Coutinho.[11]
- Isabel da Guerra.[11]